# Comodoro Nutt
No debe ser confundido con el representante en los Estados Unidos de Nuevo Hampshire, George W. Morrison (26 de octubre de 1809 – 21 de diciembre de 1888)
George Washington Morrison Nutt conocido como el Comodoro Nutt (1 de abril de 1848-25 de mayo de 1881) fue un artista estadounidense que se exhibió en teatros y espectáculos de rarezas por su pequeña estatura. Era un enano proporcionado nacido en Nuevo Hampshire. En 1861 se encontraba de gira por Nueva Inglaterra con un circo cuándo P. T. Barnum le contrató para aparecer en su American Museum en Nueva York. Barnum dio a Nutt el nombre artístico de Comodoro Nutt, un guardarropa con uniformes navales incluidos, y un carruaje en miniatura con forma de nuez. Nutt se convirtió en una de las principales atracciones del Museo.
Nutt se enamoró de Lavinia Warren, otra artista enana del Museo. Lavinia era unos años mayor que Nutt y sólo lo veía como un "buen chico". Se casó con Tom Thumb en una boda espectacular planeada por Barnum en 1863. Nutt fue a la boda como el padrino, pero molesto con su papel en el evento. Se mantuvo lejos de las mujeres por largo tiempo después de la boda. En 1879, se casó con Lilian Elston de Secuoya City, California.
Nutt estuvo de gira mundial entre 1869 y 1872 con los Thumb y Minnie Warren, la hermana de Lavinia. Regresaron a América tan ricos como nunca soñaron después de aparecer ante mucha realeza. Luego Nutt dejó a Barnum después de desacuerdos con el showman. Viajó con una compañía de ópera cómica, se dedicó al espectáculo de variedades en la Costa Oeste de los Estados Unidos, y abrió saloons en Oregón y California. Regresó a la ciudad de Nueva York, y allí murió de la enfermedad de Brigh o nefritis en mayo de 1881.

## Nacimiento y familia
George Washington Morrison Nutt nació en Mánchester, Nuevo Hampshire, del Mayor Rodnia Nutt (1810–1875), y su esposa Maria (Dodge) Nutt (1807–1859) de Goffstown, Nuevo Hampshire. Rodnia era un granjero acomodado,[2] marshall y concejal en la ciudad de Mánchester.[3][4]
Los Nutt tuvieron cinco hijos. El primero, cuyo nombre y sexo son desconocidos, nació el 8 de diciembre de 1837. James Dodge nació el 28 de enero de 1838, y Rodnia, Jr. el 11 de octubre de 1840. Una hija, Mary Ann, nació el 22 de septiembre de 1844. Según los registros familiares, George Washington Morrison nació el 1 de abril de 1848.[5]
Nutt padre y su mujer eran personas "grandes, de generosas proporciones".[4] El Señor Nutt pesaba más de 250 libras (110 kg).[4] Sus hijos Rodnia, Jr. y George Washington Morrison sin embargo nacieron enanos. En 1861, Rodnia, Jr. medía aproximadamente 49 pulgadas (1,20 m) de alto, y George tenía aproximadamente 29 pulgadas (74 cm). George pesaba aproximadamente 25 libras (11 kg).[6]

## Ascendencia
Los antepasados de George incluyen a William Nutt (1698–1751), un tejedor de ascendencia inglesa. William dejó Derry, Irlanda hacia América del Norte a principios del siglo XVIII, estableciendo una familia en la Nueva Inglaterra colonial. Una parte de Mánchester se denominaba Nutfield en esos primeros tiempos de la colonización europea de América. Un lago y una carretera cercana al lago fueron llamados Nutt por los primeros pobladores.

## P. T. Barnum y el American Museum

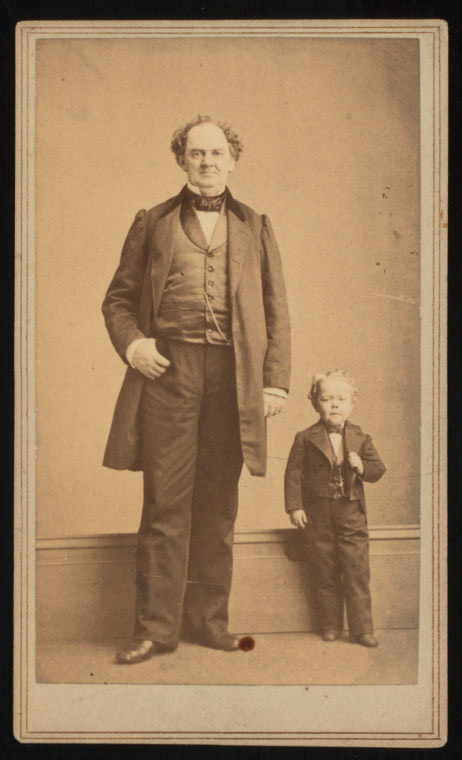
Barnum y Nutt en 1862

Nutt era exhibido por Nueva Inglaterra por el director de un circo ambulante llamado Lillie, lo que atrajo la atención de P. T. Barnum. Lillie cobraba tan poco como cinco centavos por ver al chico, cuya educación había sido desatendida. Barnum quedó repugnado. Lillie no sabía nada de cómo exhibir al chico "en el estilo apropiado", según él.[2][8]
Barnum conoció a Nutt en 1861 y se lo llevó a Nueva York En su autobiografía, Barnum escribió que Nutt era "un enano notable, un tipo agudo, inteligente, con mucha gracia e ingenio. Tenía una cabeza espléndida, era perfectamente formado, muy atractivo, en resumen, para un showman era un tesoro perfecto."[9]
Barnum supo que Nutt podría ser una atracción importante para su museo. Contrató un abogado para alejar a Nutt de su gerente. Siguiendo las instrucciones de Barnum, el abogado ofreció a los padres de Nutt una gran suma de dinero para que firmaran un contrato de cinco años por su hijo. Les prometió que el chico sería enseñado y educado para convertirse en un "caballero, un atractivo hombrecito".[10]
El contrato estuvo firmado el 12 de diciembre de 1861. Barnum contrató al niño de 13 años George, de 29 pulgadas y a su hermano de 21 años, y 49 pulgadas, Rodnia, Jr. El contrato especificaba que Barnum proporcionaría a ambos comida, ropa, un cómodo sitio para vivir, y los costes del viaje y cuidado médico. Barnum prometió cuidar de la educación moral y académica de los hermanos.[11] Barnum tenía a gala la buena educación de sus estrellas, pagándoles si era necesario clases de modales, protocolo, canto y danza antes de iniciar su exhibición. Debían ser en su aspecto y modales auténticos damas y caballeros con peculiaridades, que eran bien recibidos por la alta sociedad e incluso la realeza.
Los salarios empezarían en $12 por semana con aumentos cada año. Cada uno de los hermanos obtendría $30 por semana en el quinto y último año de su contrato. También tendrían el 10% de las ventas de sus souvenirs: folletos y fotografías, con al menos $240 el primer año y $440 el último año. Al final del quinto año, recibirían un carruaje a medida y un par de poneys de Barnum.[11]

## Campaña de publicidad

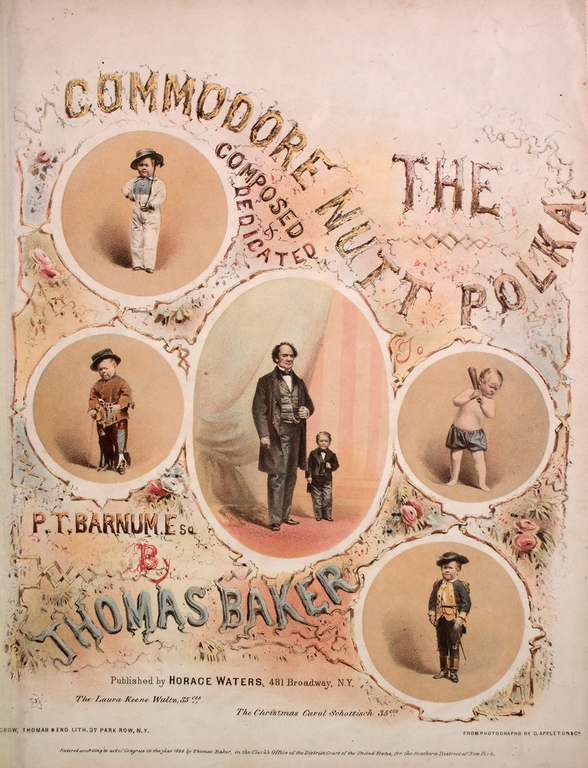
Portada del folleto con la partitura musical de "The Commodore Nutt Polka" por Thomas Baker, ca. 1862

Una vez el contrato estuvo firmado, según su costumbre Barnum empezó una campaña publicitaria para preparar al público para el debut de Nutt. Dejó a los periodistas creer que intentaría contratar al enano cuando en realidad ya lo tenía en nómina. Cuándo otros showmans oyeron este rumor, se apresuraron en ofrecer por Nutt a sus padres enormes sumas de dinero a cambio de ser el primero en firmar por su hijo.
Barnum estaba complacido. Como esperaba, la publicidad creó mucha expectación. En una carta filtrada a los reporteros, escribió que se había tenido que esforzar por superar a esa competencia. El showman reclamó haber tenido que pagar $30.000 por contratar al jovencito. El chico entonces fue apodado como "El $30.000 Nutt".
Barnum dio al enano el nombre artístico de Comodoro Nutt. y le proporcionó un amplio surtido de uniformes navales a medida. También encargó un vehículo apropiado para él. Este carruaje tenía forma de nuez de nogal. La parte superior del vehículo podía levantarse, dejando ver al Comodoro sentado en su interior. [12] Un tiro de poneys tiraba del coche y este era conducido por Nueva York con Rodnia, Jr. vestido con uniforme de cochero. Barnum veía estos paseos como otra forma de publicidad. El carruaje de Nutt se conserva en el Museo Barnum en Bridgeport, Connecticut.

## Debut

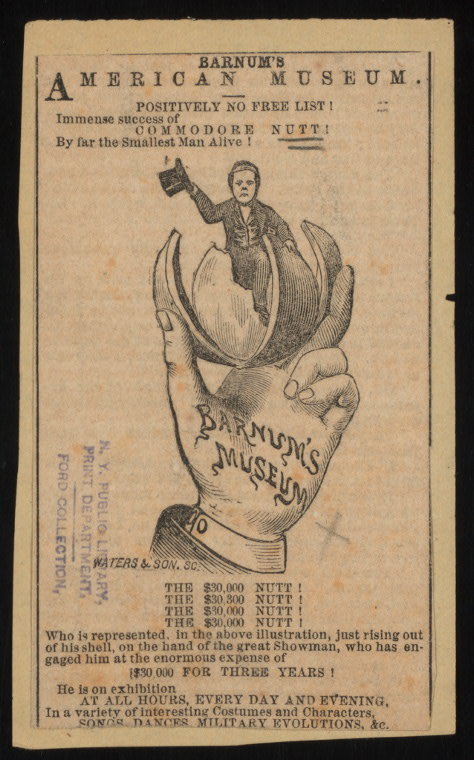
Folleto publicitario de Nutt, ca. 1862

Nutt se parecía al Tom Thumb del pasado, pero Tom había crecido y engordado, algo que el público parecía ignorar o no tener en cuenta, tal era el poder de persuasión de Barnum.[17]. Muchos creían que eran el mismo. A Nutt le complació ser confundido con el célebre Tom Thumb. [14]
Cuándo Nutt debutó, Tom estaba de gira por el sur y el oeste estadounidenses. Barnum decidió silenciar los rumores. Preguntó a Tom si podría realizar una corta visita de regreso a Nueva York, y actuar en el mismo escenario con Nutt. Tom aceptó.[14]
Fueron anunciados como "Los dos hombres más pequeños, y las más grandes curiosidades vivientes". La exposición abrió el 11 de agosto de 1862.[17] A pesar de lo que sus ojos presenciaban, algunos visitantes continuaban insistiendo que Nutt era Tom Thumb disfrazado. Barnum escribió, "es muy divertido ver cómo las personas a veces se engañan a sí mismas por ser demasiado incrédulas".[14][19]
Aproximadamente dos meses después de su debut, Nutt se reunió con los oficiales del Departamento de Policía de la Ciudad de Nueva York. Solicitó y obtuvo el trabajo de policía. Él encargó un uniforme y envió un telegrama a los agentes del Noveno distrito diciéndoles que acababa de conseguir un trabajo en el Equipo de Broadway —con "poderes extraordinarios para arrestar" personas fuera del Museo y para "llevarlas arriba".

## Presidente Lincoln
El presidente Abraham Lincoln invitó a Barnum y Nutt a la Casa Blanca en noviembre de 1862. Cuándo llegaron, Lincoln abandonó una reunión del gabinete para ir a darles la bienvenida. Nutt preguntó a Salmón P. Chase, el Secretario del Tesoro, si él era el hombre que se gastaba tanto dinero del Tío Sam. Edwin M. Stanton, Secretario de Guerra, interrumpió para decir que él era el hombre. "Bien," dijo Nutt, "es en una buena causa, en todo caso, y adivino que todo saldrá bien." Cuando Barnum y Nutt se despidieron, el presidente Lincoln estrechó la manita de Nutt diciendo que el Comodoro debería "vadear a la orilla" si su "flota" alguna vez estuviera en peligro. Nutt miró de arriba abajo las largas piernas del alto Lincoln: " Adivino, Señor Presidente", dijo " que usted podría hacerlo mejor que yo".[9][12]

## Amor entre los enanos

### Lavinia Warren

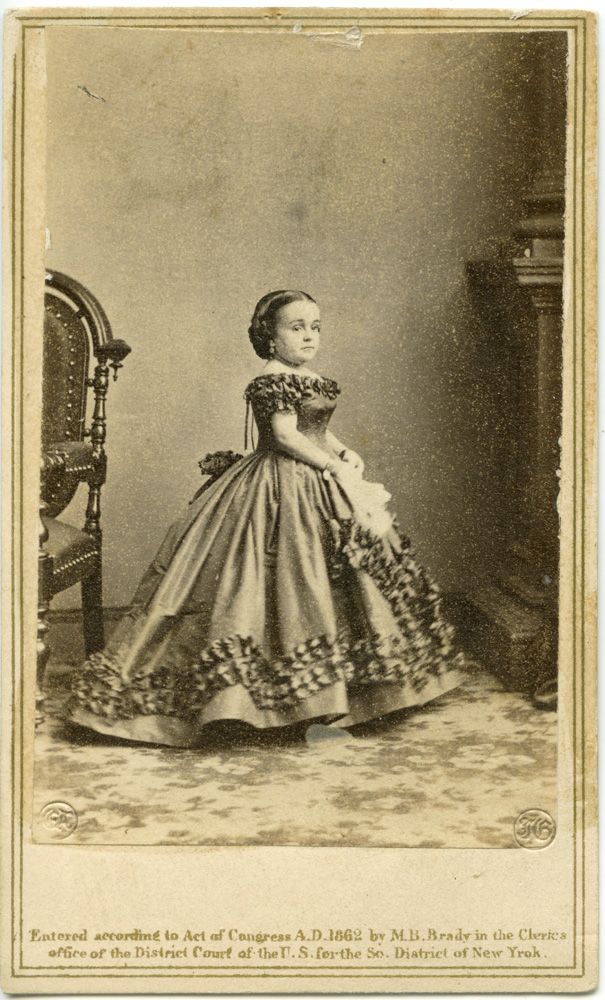
Lavinia Warren fotografiada por Mathew Brady, 1865

Lavinia Warren era una enana proporcionada que trabajaba en su ciudad natal de Middleboro, Massachusetts, como maestra. Convencida por un primo, aceptó actuar como cantante en el espectáculo de su vapor por el Medio Oeste y allí la vio un agente de Barnum, que la contrató en 1862. Ella comenzó a exhibirse en el Museo en 1863. Warren tenía 21 años, 32 pulgadas (81 cm) alto, y pesaba 29 libras (13 kg). Barnum la anunciaba como una pequeña "Reina de la Belleza". Nutt se enamoró de inmediato de ella con toda la fuerza del primer amor.[21]
Barnum regaló a Lavinia un diamante y un anillo de esmeraldas que no encajaba correctamente en su dedo, así que le dijo que podía darle el anillo a Nutt como prueba de amistad. Nutt sin embargo consideró el anillo como prueba de amor hacia él, encaprichándose todavía más. Lavinia estaba incómoda con sus atenciones. Se consideraba "toda una mujer" y consideraba a Nutt tan solo "un buen chico".[22]
Tom no se encontraba en Nueva York cuándo Lavinia fue contratada, pero la conoció cuando visitó el Museo en el otoño de 1862. Ese mismo día le confesó a Barnum que se había enamorado de la encantadora damita.[17] Tom sabía cómo poner a Barnum de su lado en este asunto, prometiéndole tranquilamente que se casaría con Lavinia en una ceremonia pública. Barnum supo de inmediato que aquello significaba una fortuna. Barnum informó a Lavinia del interés de Tom por ella y le recordó astutamente que era un hombre rico.[23]

### El rival de Tom Thumb
Nutt se puso muy celoso en cuanto supo que Tom también cortejaba a Lavinia. Se peleó con él en un vestidor del Museo, tirándolo al suelo y golpeándolo. Nutt se autoinvitó cuándo supo que Lavinia estaba invitada a pasar el fin de semana en la casa de Barnum, sin saber que Tom Thumb y su madre ya se encontraban allí.[17]
Nutt dejó apresuradamente Nueva York después de su actuación, en un tren nocturno el sábado. Llegó a la mansión Barnum a las 11 p. m.. Encontró a Tom y Lavinia solos en la sala de estar. Tom acababa de proponerle matrimonio, y Lavinia había aceptado. Nutt supo del compromiso una semana más tarde cuándo Lavinia y Barnum se lo dijeron.[17] Nutt quedó abatido, momentáneamente resentido contra Barnum y Tom.

### Preparativos
La hermana más joven de Lavinia, Minnie, era más pequeña y joven que ella. Barnum la consideró un buen partido para Nutt y le sugirió que podría realizarse una doble ceremonia nupcial. Nutt dijo a Barnum que tenía poca fe en las mujeres y que no se casaría ni con la "mejor mujer viviente".[17]
Barnum quería que Minnie y Nutt fueran la dama de honor y el padrino. Nutt se negó. Más tarde, Tom le preguntó a Nutt si sería su padrino. Nutt aceptó. Le dijo a Barnum, "no era vuestro trabajo preguntarme. Cuándo la persona apropiada me invitó, consentí."[17]

### Barnum y la "Boda de Hadas"

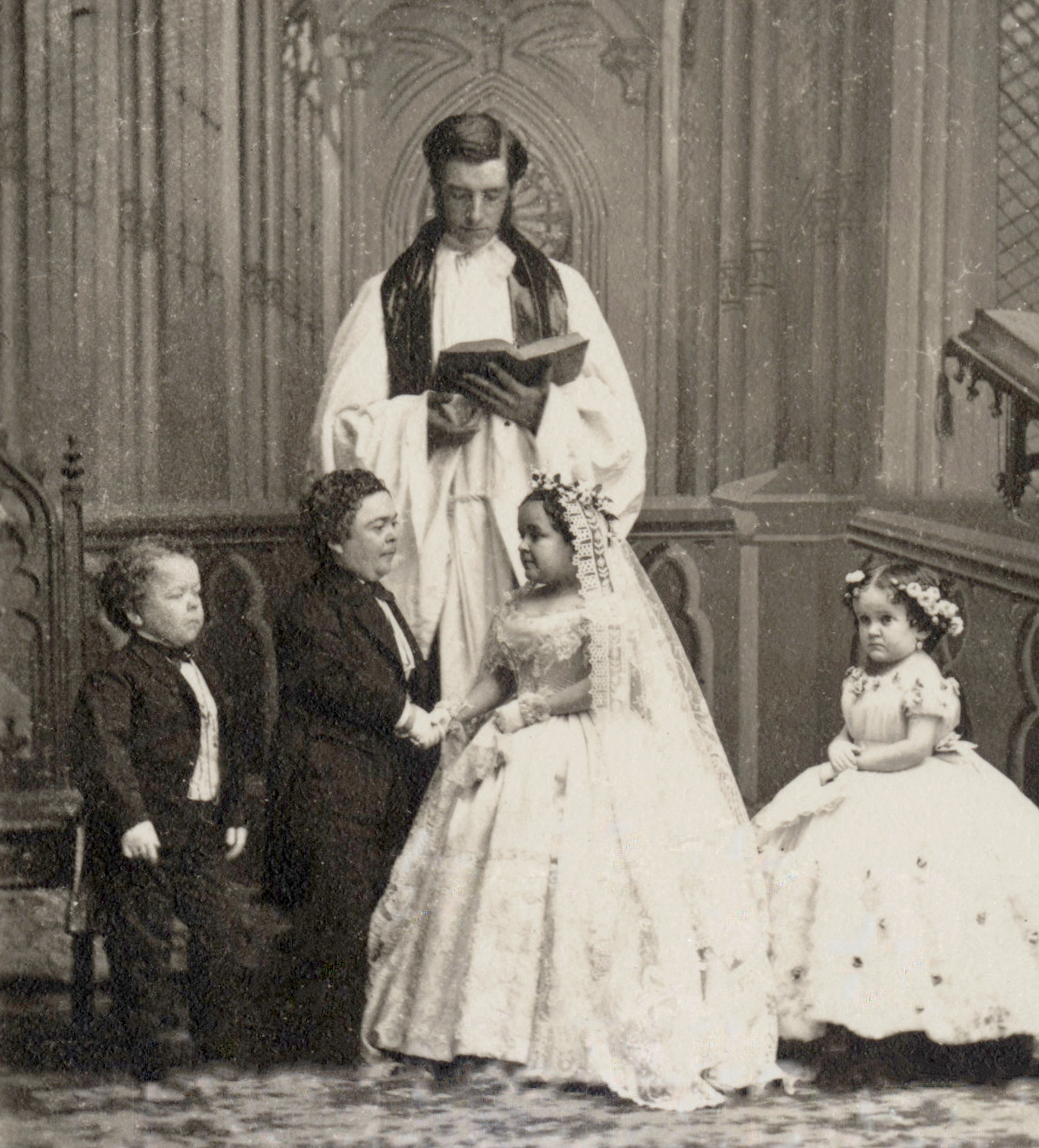
La "Boda de Hadas" por Mathew Brady, febrero de 1863

Tom y Lavinia contrajeron matrimonio en la Grace Episcopal Church de Nueva York, el martes 10 de febrero de 1863. Nutt y Minnie eran la dama de honor y el padrino de aquella "Boda de Hadas". La policía detuvo el tráfico en varias calles para que la multitud pudiera ver la llegada del cortejo de boda y los invitados. La boda estaba planificada para empezar a mediodía, pero la novia no llegó hasta las 12:30 p. m..[24] Barnum precedió a los novios en la entrada al templo.[25]
Dos mil personas fueron invitadas a la boda. La Señora de John Jacob Astor, la Señora de William H. Vanderbilt, la Señora de Horatio Greeley, y el General Ambrose Burnside se encontraban allí.[17][26][27]. Los miembros de la iglesia se quejaron sobre aquel "matrimonio de embaucadores" y se enojaron cuando fueron informados de que no podrían sentarse en sus propios bancos. Mucha de la curiosidad pública sobre el matrimonio se basaba en la curiosidad morbosa por saber cómo se manejarían en la noche de boda Tom y Lavinia. Barnum alentó ese interés incluyendo entre sus regalos a la pareja una pequeña cama de matrimonio, que hoy se conserva en el Museo Barnum de Bridgeport.[26]
La recepción nupcial se desarrolló en el Metropolitan Hotel de Broadway desde las 3 p. m..[24][25] Los cuatro pequeños protagonistas del evento recibieron las felicitaciones de los invitados de pie sobre un magnífico piano, así podrían ser vistos por todo el mundo.[25] Nutt regaló a Lavinia un anillo de diamantes como presente de boda.[24] A los norteamericanos les encantó la boda. El gran evento social fue un alivio bienvenido entre los horrores y penas de la guerra.[28]

## Consecuencias y visita mundiales

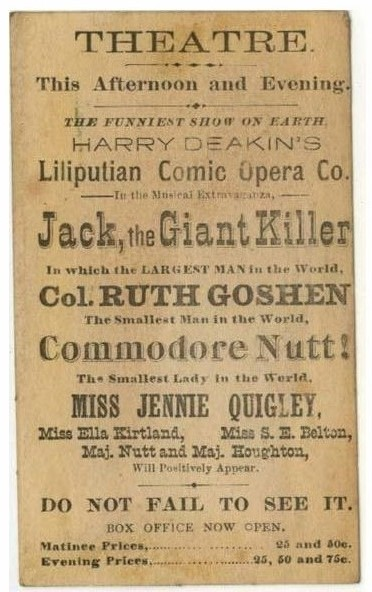
Cartel de la obra Jack el Asesino Gigante

Barnum no dudó en emplear ese interés por el enlace como posibilidad de hacer mucho dinero, enviando a los protagonistas en largas visitas exitosas por América y Europa. Más tarde, los cuatro enanos viajaron en una gran gira mundial como 'La Compañía de Thom Thumb'.[6]
Partieron de los Estados Unidos el 21 de junio de 1869.[29] y viajaron 60.000 millas alrededor del mundo, visitando 587 ciudades, dando 1.471 actuaciones que consistían en canciones, discursos, y paradas militares. Regresaron a América en 1872. Entonces Nutt y Barnum discutieron y el enano abandonó al empresario, enrolándose en la 'Lilliputian Company of Ópera Comic' de Harry Deakin. Esta compañía de actores enanos viajaba por América representando una opereta llamada "Jack, el Asesino Gigante".[30][31]
Nutt y su hermano Rodnia organizaron juntos un espectáculo de variedades en Portland, Oregón. No fue un éxito. Nutt marchó a San Francisco, California, y montó otro espectáculo. Cansado, al año renunció. Organizó otro espectáculo, pero tampoco fue exitoso.[31] Nutt abrió un par de saloons en Oregón y San Francisco, pero estos igualmente no fueron éxitos.[23]

## Últimos años

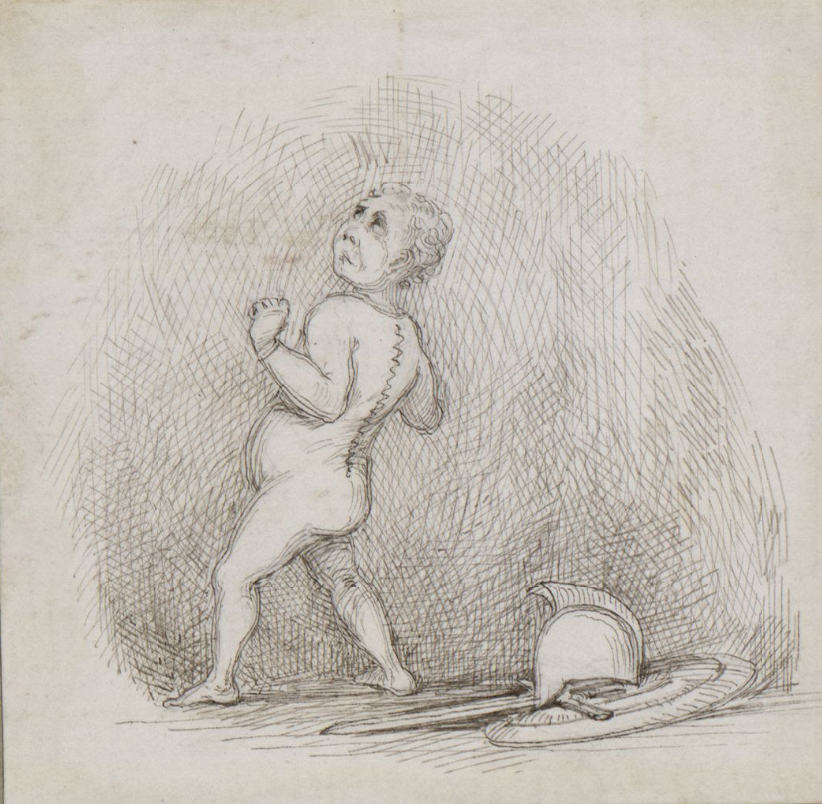
El Comodoro Nutt como Ajax desafiando el trueno, 12 de diciembre de 1864

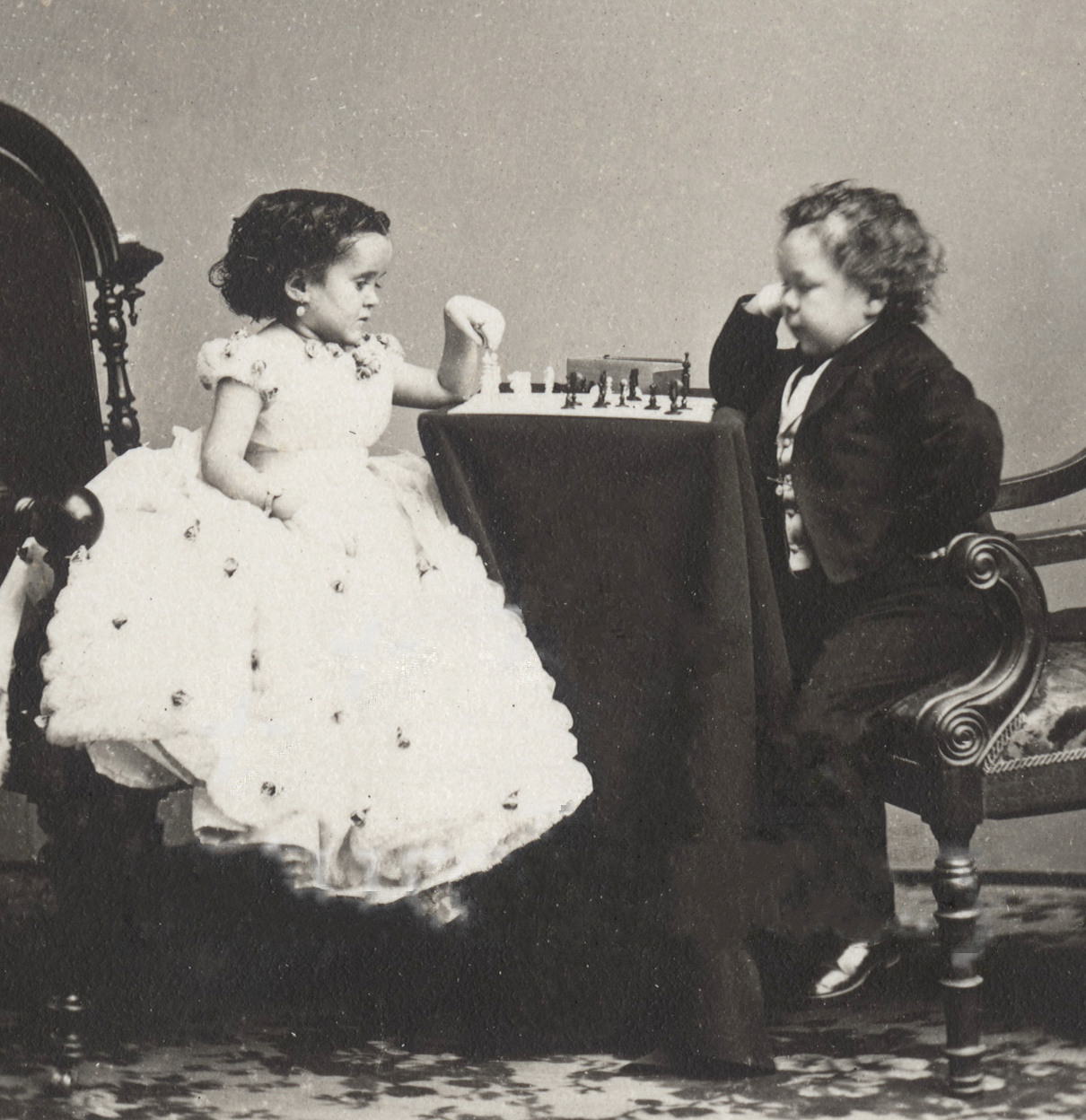
Minnie Warren y Nutt posan jugando al ajedrez, en 1863

Los periódicos informaron incorrectamente al menos en cuatro ocasiones que Nutt y Minnie estaban casados, pero en realidad solo eran buenos amigos y compañeros de trabajo. Minnie se casó con otro enano de Barnum, Edward Newell, un joven que actuaba como cantante y bailarín sobre patines.[17] Murió al dar a luz un año después, en 1878.[32]
Un día mucho después de la boda de los Thumb, Barnum preguntó a Nutt por qué no se había casado. "Señor, mi fruta está pasada", dijo, " he concluido en no casarme hasta que tenga los treinta." La altura de la novia no le preocupaba, pero preferiría " casarse con una buena campesina, una chica del campo a cualquier otra."[17]
En 1879, Nutt contrajo matrimonio con la señorita Lilian Elston de Secuoya City, California, a la que conoció durante sus viajes por el Oeste americano. Era un poco más pequeña que el promedio femenino de la época, pero no enana.
Después de sus fracasos en la costa oeste, Nutt volvió a Nueva York. Compró un bar. Un día, fue descubierto vendiendo licor sin licencia. Los tribunales de la ciudad de Nueva York le cerraron el bar.[23] Nutt estuvo después al cargo de una área de distracciones llamada Rockaway Pier por un tiempo. Regresó a la actuación con un acto teatral llamado "Tally-Ho".[31]

## Muerte
A principios de 1881, Nutt tuvo un ataque de nefritis, que lo mantuvo postrado más de dos meses. Murió el 25 de mayo de 1881 en el Anthony House de Nueva York. La esposa de Nutt lloró sobre su ataúd durante el funeral. Ella lo llamó su "querido niño", y dijo que "era muy bueno". Nutt fue enterrado en el Merrill Cemetery en Mánchester, Nuevo Hampshire.
Nutt había crecido desde sus originales 74 cm hasta alcanzar los 1,10 m al momento del deceso, cuando pesaba un poco menos de 70 libras (32 kg). En 1891, los editores de la "Appleton Cyclopedia" escribieron, "El Comodoro Nutt se distinguía por su gran corazón lleno de virtudes del que a menudo carecen hombres más grandes; su apacible temple era aliado a la constancia y generosidad, que titulan para su memoria el respeto más alto." Los editores también anotaron que Nutt era "desde hace muchos años fiel a un amor temprano."[34]